# Lolland (općina)
Lolland je općina u danskoj regiji Zeland.

## Zemljopis
Općina se nalazi na zapadnom dijelu otoka Lollanda, prositire se na 891,92 km2.

## Stanovništvo
Prema podacima o broju stanovnika iz 2010. godine općina je imala 46.984 stanovnika, dok je prosječna gustoća naseljenosti 	52,68 stan/km2. Središte općine je grad Maribo.

### Veća naselja
| Veća naselja u općini |             |                    |
| Br.                   | Naselje     | Stanovnika (2010.) |
| 1                     | Nakskov     | 13.697             |
| 2                     | Maribo      | 6.023              |
| 3                     | Rødby       | 2.206              |
| 4                     | Rødbyhavn   | 1.905              |
| 5                     | Holeby      | 1.597              |
| 6                     | Søllested   | 1.505              |
| 7                     | Bandholm    | 711                |
| 8                     | Horslunde   | 707                |
| 9                     | Nørreballe  | 561                |
| 10                    | Stokkemarke | 514                |

## Vanjske poveznice
- Službena stranica općine